# It Takes Two (canção)
"It Takes Two" é uma canção gravada pela cantora e compositora Katy Perry para o seu quarto álbum de estúdio, Prism (2013). Foi escrita por Perry, Stargate, Benny Blanco e Emeli Sandé, com a produção sendo tratada por Stargate e Blanco. Uma canção de música pop juntamente à música soul, comparativa ao trabalho de 1960 dos músicos Johnny Cash e Janis Joplin, possui um ritmo de condução e harmonias sinfônicas. A canção contém letras simples e "diretas" que falam de aceitar parte da culpa por um relacionamento fracassado. A canção recebeu críticas positivas dos críticos de música, que elogiou a sua natureza positiva, embora outros considerou "branda". Após o lançamento de Prism na Coreia do Sul, "It Takes Two" estreou no número 114 na tabela South Korea Gaon International Chart.

## Performances ao vivo
A canção fez parte do repertório na terceira turnê mundial de Perry, The Prismatic World Tour, sendo excluída nos shows da Ásia e America Latina.

## Desempenho nas tabelas musicais
Na Coreia do Sul, após o lançamento de Prism, "It Takes Two" vendeu 1.809 cópias que forneceram o número da posição 114 na tabela South Korea Gaon International Chart. No Reino Unido, a canção entrou no UK Singles Chart na posição 180.
| Tabela musical (2013)                    | Melhor posição |
| ---------------------------------------- | -------------- |
| Coreia do Sul (Gaon International Chart) | 114            |
| Reino Unido (UK Singles Chart)           | 180            |

## Créditos e pessoal
Locais de gravação
- Gravado em Roc the Mic Studios, New York City, Nova Iorque e Westlake Recording Studios, em Los Angeles, Califórnia
- Mixado no MixStar Studios, Virginia Beach, Virgínia.

Pessoal
- Composição - Katy Perry, Mikkel Eriksen, Tor Erik Hermansen, Benjamin Levin
- Produção - StarGate, Benny Blanco
- Engenheiro de gravação - Mikkel Eriksen
- Engenheiro assistente - Chris Sclafani
- Mixagem - Serban Ghenea
- Engenheiro de mixagem - John Hanes
- Vocais - Katy Perry
- Instrumentos e programação - StarGate, Benny Blanco
- Guitarra adicional - John Mayer

Créditos adaptados do encarte oficial de Prism, Capitol Records.